# Journal of Molecular Structure: THEOCHEM
Journal of Molecular Structure: THEOCHEM (abrégé en J. Mol. Struct. THEOCHEM) est une revue scientifique à comité de lecture. Ce bimensuel publie des articles de recherches originales concernant la chimie théorique des structures moléculaires.
D'après le Journal Citation Reports, le facteur d'impact de ce journal était de 1,216 en 2009. Actuellement, les directeurs de publication sont C.E. Dykstra, A. J. Thakkar et M. Yáñez.